# 屋形
屋形（やかた）とは、公家や武家など貴人の館のことを意味する。室町幕府及び江戸幕府においては、名門或いは功績ある武家の当主、及び大藩の藩主に許された称号または敬称であって、屋形号という。屋形号の上位には公方号、御所号がある。
屋形号が成立したのは室町時代初期の頃であり、足利氏の一門や有力な守護大名、守護代、主に室町幕府の成立や謀反人討伐に功ある国人領主に許された。

## 屋形号成立以前
例えば、平高望が政務所を設け子の良兼を住まわしたとされる上総国武射郡の「屋形」の地が千葉県山武郡横芝光町屋形として現在に伝わっており、単に居館のことを意味していたものと考えられ、また屋形船なども現存し、言葉の意味としては屋形と館に違いはない。
平安時代以前、「城」は「柵」あるいは「砦」であり、居館ではなかった。その後、武家の台頭とともに戦略上有利な「城」が居館としての役目を持つようになると、「屋形」の持つ意味は実質的には薄れ名目的なものとなった。

## 屋形号の格式
通常、武家社会の中で主君に対する敬称は「殿」・「殿様」が主流である。しかし、南北朝時代には後醍醐天皇から陸奥国の有力武将・結城宗広に下した綸旨に「結城上野入道館」と宛名したように、南朝から東国の大名への書状を遣わす際の宛名に「屋形館」と付す例が現れるようになり、さらに室町幕府成立以降になると、足利将軍家から屋形号を与えられた大名に対する敬称として「御屋形様」（おやかたさま）という尊称が定着するようになった（屋形号を有する大名は主に御屋形様(おやかたさま)と尊称されたが、重臣の場合は御屋形、屋形と略称したケースもある。上様ともいった。屋形号を有する大名の正室は御裏方様、御たいほうなどといわれ、嫡男は主に新屋形様、上様と尊称された）。

### 室町幕府の免許制
当初は将軍のみが諸大名に対する免許権を有していたが、後に鎌倉公方・足利満兼が関東の諸大名に免許して関東八屋形の制を整えることで、将軍・鎌倉公方による免許制が整った。屋形号は室町幕府でも守護以上の身分で遇される足利一門や、代々有力守護であって幕府の重職につく家や特に功績ある家柄、また、国人領主ながら、室町幕府の建設に功労ある家柄に許された。
尚、時代によって変遷はあるものの、室町幕府体制下における「屋形」とは、
- 斯波氏（武衛家）
- 畠山氏（金吾家）
- 細川氏（京兆家）
- 山名氏（本宗家）
- 一色氏（本宗家）
- 畠山氏（匠作家）
- 細川氏（讃州家）
- 赤松氏（本宗家）
- 京極氏（本宗家）
- 大内氏
- 斯波氏（大野家）
- 土岐氏（西池田家）
- 六角氏
- 細川氏（上和泉家）
- 細川氏（下和泉家）
- 今川氏
- 山名氏（伯耆家）
- 山名氏（石見家）
- 武田氏（豆州家）
- 富樫氏
- 細川氏（奥州家）
- 京極氏（加州家）

以上の20数家の事を指し、これらの家々が室町幕府における「大名」と呼ばれる家々であった。これら「大名」と呼称された家々を俗に「室町二十一屋形」（『京極家譜』）と称した。

この「大名」と称された二十一屋形の他、奥羽においては足利氏の一門である斯波氏の庶流・斯波兼頼は屋形号を受けて最上屋形を称したのに伴い、最上氏の祖となっている。また、幕府の重臣・大館氏は伊勢守護で御所号を有する北畠氏の娘婿となり、屋形号を授けられ関岡屋形と名乗っている。国人領主に対しては貞治3年（1364年）、幕府奉公衆の宮氏が備中守護に補任され、屋形号を授けている。また、永享10年（1438年）、足利義教によって畿内における戦乱鎮圧に功のあった石見国の有力国人・益田氏に対して屋形号が授与されている。また、宗家の千葉氏も関東八屋形の一つとして屋形号を有する家柄であるが、肥前国の国人領主・千葉胤繁も足利義稙から屋形号を許されている。これを見る限り、屋形号は国人領主にも免許される道は開かれていたことがわかる。しかし、備中の宮氏、石見の益田氏、肥前の千葉氏もいずれも室町時代を通じての国人領主であるが、一時的に守護職に補任されたり、事実上国人領主の指導的地位を有した有力な武家であることもふまえなければならない。
屋形号を有するか否かに関わらず守護に補任される大名は室町幕府より白傘袋、毛氈鞍覆、塗輿、朱の采配の免許がなされる。足利将軍家連枝や管領、探題などには裏書免許（書状の自署省略）の特権も許された。また、屋形号を免許された大名の家臣は侍烏帽子に直垂の着用が許される。但し、自家以外の場で主君を屋形と呼称することは非礼とされた。

### 屋形号免許の売買
戦国時代になると越後守護代の長尾為景が、朝廷の内裏造営費用や天皇の即位費用を献納、及び室町幕府への献金の功から、嫡男に将軍足利義晴の一字拝領（偏諱）を許されて長尾晴景と名乗らせ、自身も守護と同格であることを意味する屋形号及び白傘袋毛氈鞍覆を免許されている（守護代の格式は唐傘袋毛氈鞍覆及び塗輿を免許されるのが通常である）。

### 織田氏の屋形号
室町幕府滅亡後は、織田信長が大宝寺氏に屋形号を免許するなどしており、天下人の大名優遇策として用いられ、織田信長が鷹を献上してきた返礼として大宝寺義氏に対して屋形号を授けたことが記録されている（義氏は粗暴のため、これを機に悪屋形と呼ばれたという）。

### 江戸時代
江戸時代にあっては、江戸幕府は足利氏の鎌倉公方家の末裔・喜連川氏には格別に御所号を許し、他は尾張藩、紀州藩、水戸藩などの御三家並びに有力な親藩、並びに室町時代の守護の格式にあった旧族大名（薩摩藩島津氏、秋田藩佐竹氏、米沢藩上杉氏）、交代寄合の山名氏、最上氏などに屋形号を免許している。
例えば仙台藩伊達氏では、江戸時代の藩主の敬称として「御屋形様」が一般的であり、隠居は隠居先の屋敷名（例として麻布屋敷に隠居した伊達綱村を「麻布様」と呼称）で呼ぶのが普通であったが、幼少で隠居し間もなく死去した伊達周宗は「大御屋形様」と呼ばれている。

## 明治以降
明治時代以降は主に自分から見て他人の父親を尊称する際に使用するのが正しいが、現代においては使用例は少なくなり、間違った使用法があたかも正しいとし、定着してしまっているのが現状である。
ちなみに
が、現代においての本来の正しい呼称である。

## 関東八屋形
鎌倉公方足利満兼は関東における有力守護に対して屋形号を許している。特に屋形号を許された結城氏・小山氏・千葉氏・佐竹氏・那須氏・八田氏（小田氏）・宇都宮氏・長沼氏（皆川氏）は関東八屋形（関東八家とも）といって優遇された'（詳細は関東八屋形を参照）7。

## 九州三屋形
九州探題家は京都の将軍家の許可を得た上で九州における有力守護に対して屋形号を許している。特に屋形号を許された少弐氏・大友氏・島津氏は九州三屋形（九州三家）と称され優遇された。

## 『北条幻庵覚書』に見る屋形号の逸話
戦国大名北条氏康の娘が、足利将軍家の一門で吉良頼康の養子吉良氏朝に嫁すことになった際、氏康の叔父にあたる北条幻庵は氏康の娘に、後に「北条幻庵覚書」と称されるようになる書状をしたため、吉良家の家風や格式に関わること、吉良家の正室としての日常の作法やたしなみなどを24箇条に書き記し、細かく教え授けた。とくに舅の頼康は「おやかた様」、姑は「御たいほう」、夫は「上様」と尊称するように説いたとされる。